# 10170 Петрякеш
10170 Петрякеш (10170 Petrjakeš) — астероїд головного поясу, відкритий 22 лютого 1995 року.
Тіссеранів параметр щодо Юпітера — 3,374.